# Hermann Unger (General)
Hermann Unger (* 21. September 1920 in Hannover; † 18. Februar 1982 in Bonn) war ein Offizier der Wehrmacht und Brigadegeneral des Heeres der Bundeswehr.

## Leben
Unger, Sohn eines Kaufmanns, wurde 1938 zum Reichsarbeitsdienst eingezogen und trat anschließend in die Wehrmacht ein. Am 1. Februar 1941 wurde er zum Leutnant ernannt und hatte Verwendungen als Zugführer und Ordonnanzoffizier in einer Schützenbrigade, war Adjutant in einem Kradschützenbataillon, Inspektionschef einer OB Schule, Schwadronchef in einer Panzeraufklärungsabteilung und 1. Ordonnanzoffizier einer Panzergrenadier-Division. Zum Ende des Zweiten Weltkrieges hatte er den Dienstgrad Rittmeister und war Kommandeur einer Panzertruppenersatz- und -ausbildungsabteilung. Er geriet in britische Kriegsgefangenschaft und wurde Transportoffizier in einer Dienstgruppe der britischen Besatzungsmacht. Danach war er kaufmännisch tätig und Leiter eines Zweigbüros in der Automobil- und Feuerwehrgeräteindustrie.
1956 trat Unger als Hauptmann in die Bundeswehr ein und war zunächst Taktik-Lehrer an der Panzeraufklärungsschule. Er besuchte die Führungsakademie der Bundeswehr in Hamburg, wo er zum Offizier im Generalstabsdienst ausgebildet wurde. Danach war er Taktik-Lehrer an der Panzertruppenschule, G 4 (Logistik) einer Division, Leiter der Lehrgruppe der Heeresfliegerwaffenschule in Bückeburg, Hilfsreferent und Referent für Offizier- und Unteroffizierausbildung und Referent für personelle Grundsatzforderungen  im Führungsstab des Heeres im Bundesministerium der Verteidigung auf der Hardthöhe in Bonn. Von Juni 1973 bis 1980 war er Amtschef des Personalstammamtes der Bundeswehr in der Mudra-Kaserne in Köln. Mit Ablauf des September 1980 wurde er in den Ruhestand versetzt.
Unger war evangelisch, verheiratet und hatte zwei Töchter.

## Auszeichnungen
- Deutsches Kreuz in Gold (1943)
- Verwundetenabzeichen in Gold (1944)
- Großes Verdienstkreuz des Verdienstordens der Bundesrepublik Deutschland (1980)